# Fakty po południu

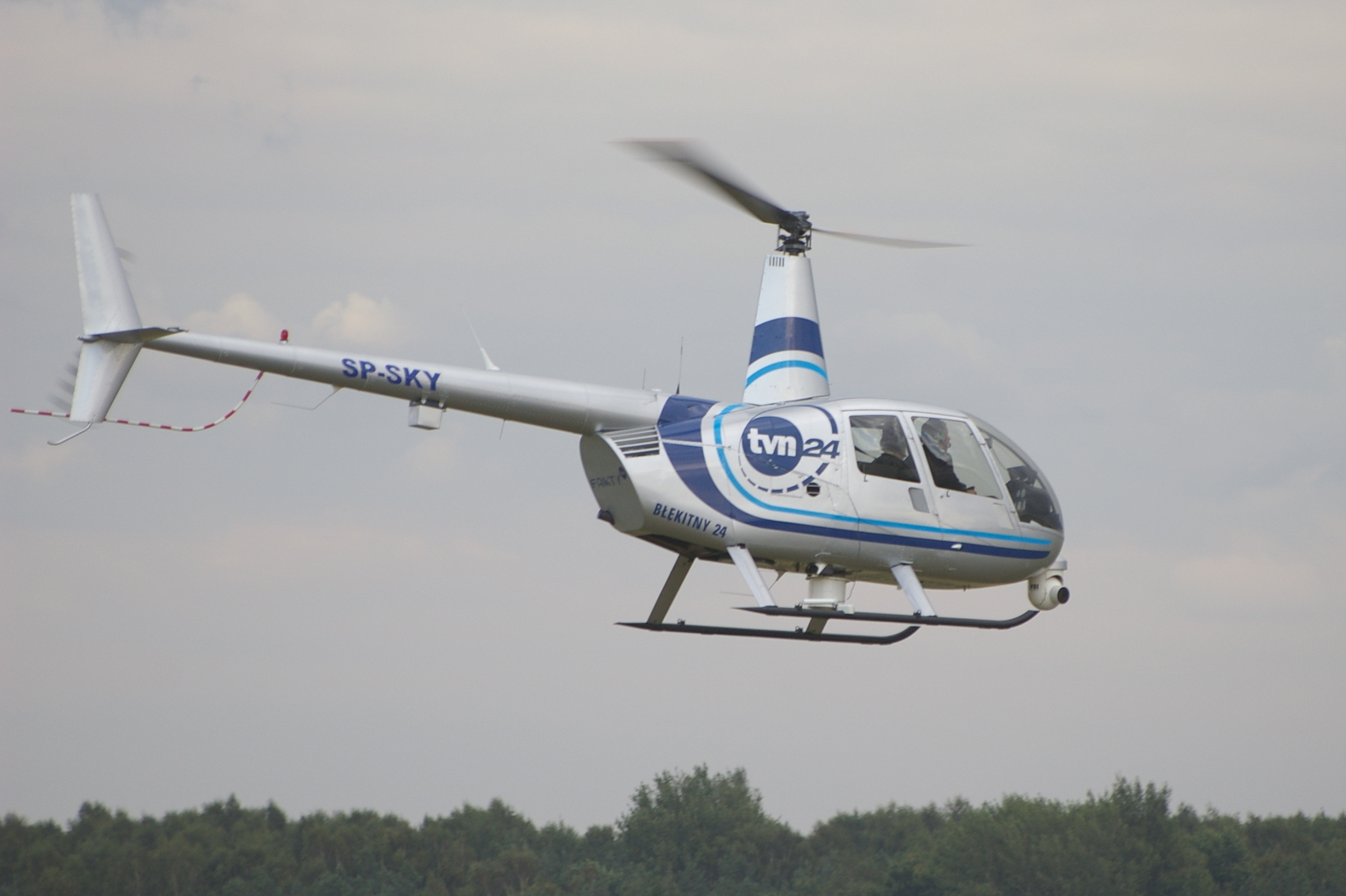
Robinson TVN24

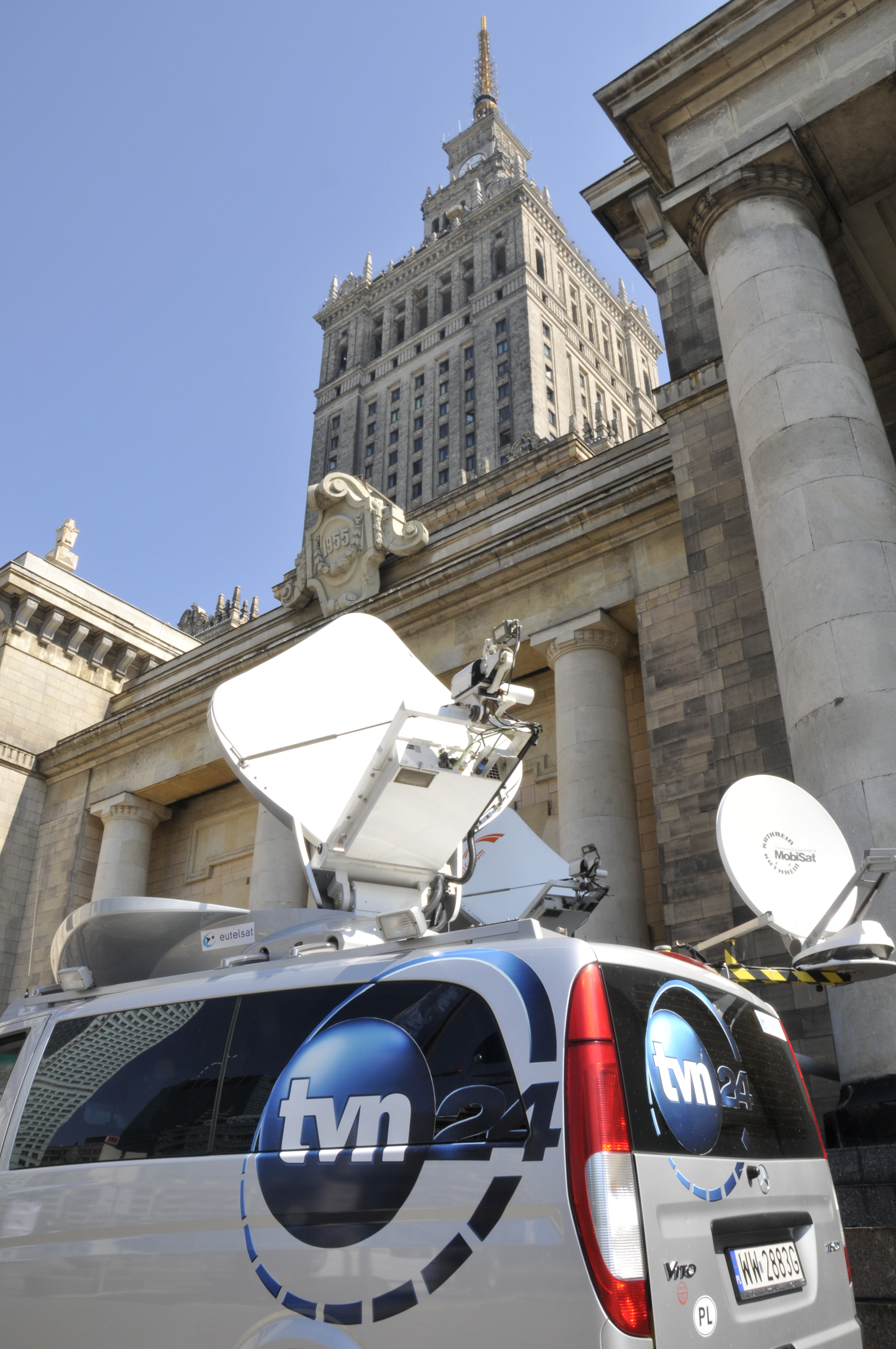
Wóz transmisyjny TVN24

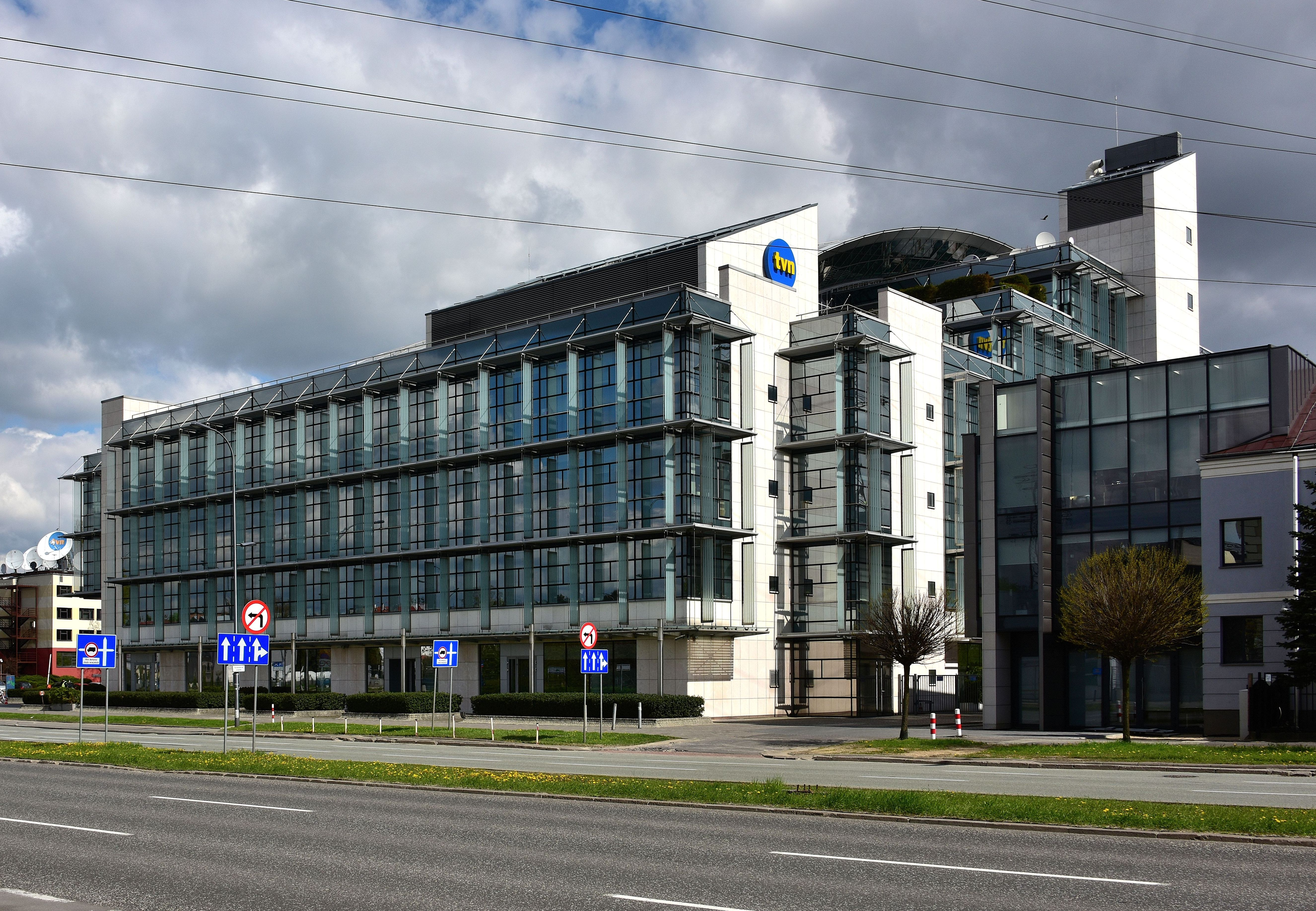
Główna siedziba TVN24 w budynku MBC w Warszawie

Fakty po południu – program informacyjny  TVN24 podsumowujący najważniejsze i najciekawsze tematy dnia.

## Program
Program emitowany jest od 4 stycznia 2010 roku na żywo codziennie od 16:00 do 18:00 na kanale TVN24 oraz w rozdzielczości HDTV (1920x1080 z przeplotem) na kanale TVN24 HD. Od 16 marca do 11 września 2020 roku był także emitowany w TVN (od 16:00 do 17:00).
W trwających 120 minut wydaniach programu prezentowane są materiały newsowe, reportaże, prognoza pogody, informacje biznesowe, kulturalne i sportowe oraz transmitowane są relacje na żywo. Do studia zapraszani są goście – komentatorzy, eksperci oraz bohaterzy bieżących wydarzeń.

### Autorzy
Głównymi prowadzącymi programu w dni powszednie są Piotr Marciniak i Diana Rudnik, a w weekendy prowadzącymi program są prezenterzy Dnia na żywo. Okazjonalnie program prowadzi również Jolanta Pieńkowska. Materiały przygotowują redaktorzy oraz reporterzy stacji TVN.

### Studio
Fakty po południu nadawane są z głównego studia stacji TVN24 w budynku MBC – nowej siedziby grupy ITI, przy ul. Wiertniczej 166 w Warszawie. Studio zajmuje 2 poziomy budynku i po remoncie w 2012 roku jest wyposażone w m.in. kamerę poruszającą się na zamontowanych pod sufitem szynach czy dużą ścianę ekranów tylno projekcyjnych mającą 17 metrów szerokości i rozdzielczość 10240 × 1440 pikseli. Ekrany sprowadzone zostały z Belgii. Studio wraz ze wszystkimi jego elementami dostosowane i obsługiwane jest w formacie HD. Studio współdzielone jest z głównym wydaniem Faktów TVN. Oprawa graficzna oraz muzyczna nawiązuje do głównego wydania Faktów.

## Prowadzący
- Piotr Marciniak (od 2010)
- Diana Rudnik (od 2016)
- Jolanta Pieńkowska (od 2020)
- Dagmara Kaczmarek-Szałkow (od 2015)
- Radosław Mróz (od 2017)
- Joanna Kryńska (od 2017)
- Justyna Kosela (od 2018)
- Małgorzata Kukuła (od 2020)

## Oglądalność
Program cieszy się dużą popularnością. Według danych AGB Nielsen Media Research średnia oglądalność 4 i 5 stycznia 2010 roku wyniosła prawie 310 tys. widzów. Według analiz tej samej pracowni, już po czterech pierwszych wydaniach „Fakty po południu” miały 312 tys. widzów, czyli więcej niż gromadziło to pasmo niecały rok wcześniej.